# 鸿沟
鸿沟，中国古代运河，大約為南北走向，位于今河南郑州、荥阳、中牟境内。
開鑿於戰國，到南北朝一直發揮重要的作用；隋朝至宋朝仍存在，但已非主要幹道；元朝時堵塞，鴻溝自此走入歷史。
战国时期，魏国迁都大梁。魏惠王十年（前360年），魏国开凿连结黄河与淮河的运河，稱為鴻溝。鸿沟修成后，使济河、淮河和黄河互相贯通，构成了鸿沟运河系统。经战国、秦、汉、魏、晋、南北朝，一直是黄淮主要水运交通线路之一。

## 名称
鸿沟在历史上有不同名字，《竹书纪年》称“大沟”，《史记·河渠书》称“鸿沟”，《汉书·地理志》称“狼汤渠”，《后汉书·郡国志》称“鸿沟水”，《水经注》称“蒗荡渠”或“渠水”，魏晋以后称“蔡河”。

## 河道
鸿沟故道从荥阳北的黄河南岸开凿，引黄河水东经中牟北，开封北而折向南，经尉氏东、太康西、淮阳，再分两支：南入颍水，东入沙水，二者皆入淮河。鸿沟中途在开封东，分水入汳水（古汴水）。又南，向东分水入睢水、涣水，皆可通淮。再南，向东分水入涡水，直通淮河。
隋代开通济渠，唐改名广济渠，宋时的汴河，成为黄淮间的交通干道，時稱蔡河的鴻溝仍部分起着沟通黄淮的作用。元代建大都，开京杭运河，水运干线东移，蔡河湮塞，鴻溝自此走入歷史。 

## 典故
秦灭魏时，秦军将军王翦决鸿沟水灌大梁城，大梁城三月而坏，魏国灭亡。
楚汉相争时，汉四年（前203年）八月，楚汉进入相持阶段，项羽向刘邦提出议和，楚汉约定以鸿沟为界中分天下，鸿沟以西为汉，以东为楚，项羽归还刘邦的父亲和妻子，从此休战。九月，项羽率兵东归。刘邦背约乘机追击楚军，次年十二月围困项羽于垓下，项羽自刎而亡。 

## 演变
鸿沟后用来比喻把人或事物隔开的明显界线。例如，不可逾越的鸿沟。